# Équipe de Pologne masculine espoir de kayak-polo
L'équipe de Pologne espoir de kayak-polo est l'équipe masculine espoir qui représente la Pologne dans les compétitions majeures de kayak-polo.
Elle est constituée par une sélection des meilleurs joueurs polonais âgés de moins de 21 ans.

## Joueurs actuels
Sélection pour les Championnats du monde de kayak-polo 2012
| Numéro | Nom              | Club | Date de naissance |
| ------ | ---------------- | ---- | ----------------- |
| 1      | Hubert Migdalski |      |                   |
| 2      | Jakub Woznicki   |      |                   |
| 3      | Patryk Solak     |      |                   |
| 4      | Adam Gajda       |      |                   |
| 5      | Alan Rataj       |      |                   |
| 6      | Damian Padiasek  |      |                   |
| 7      | Piotr Kowalski   |      |                   |
| 8      | Kamil Raduj      |      |                   |
| 9      | Tomasz Grzyb     |      |                   |
| 10     | Arkadiusz Pilarz |      |                   |

## Anciens joueurs
Sélection pour les Championnats d'Europe de kayak-polo 2007
| Numéro | Nom                            | Club | Date de naissance |
| ------ | ------------------------------ | ---- | ----------------- |
| ?      | Piotr Bajerski                 |      |                   |
| ?      | Lukasz Dudzinski               |      |                   |
| ?      | Michal Maluszcsak              |      |                   |
| ?      | Jakub Maslak                   |      |                   |
| ?      | Bartosz Okrasinski (capitaine) |      |                   |
| ?      | Lukasz Pilarz                  |      |                   |
| ?      | Rzysztof Schiller K            |      |                   |
| ?      | Grzegorz Turalski              |      |                   |